# Шосе Каїр–Дакар
Шосе Каїр–Дакар — Трансафриканська магістраль 1 у трансконтинентальній мережі доріг, яка розробляється Економічною комісією ООН для Африки (UNECA), Африканським банком розвитку (ADB) і Африканським союзом. Більша частина магістралі між Триполі і Нуакшотом побудована за проєктом Союзу Арабського Магрибу. Шосе має протяжність 8636 кілометрів (5366 миль) і проходить уздовж середземноморського узбережжя Північної Африки, продовжуючись вниз по Атлантичному узбережжю Північно-Західної Африки. Шосе практично завершене, за винятком кількох кілометрів на кордоні Західної Сахари та Мавританії, де наразі є лише пустеля. Ділянка Нуадібу-Нуакшот була заасфальтована у 2005 році (fr:Transport en Mauritanie). З'єднується з шосе Дакар-Лагос, щоб сформувати маршрут з півночі на південь між Рабатом і Монровією через Сахару та навколо західної околиці континенту.
З 1994 року сухопутний кордон між Марокко та Алжиром був повністю закритий, тому шосе Каїр-Дакар не може використовуватися повністю. Будівництво в Тунісі триває.

## Дивись також
- Трансафриканська мережа автомобільних доріг